# Murugain
El Murugain es una montaña de 778 metros de altitud perteneciente a los Montes vascos. Está situado entre Guipúzcoa y Álava en el interior del País Vasco (España).
Esta pequeña cumbre accesible desde Mondragón, Arechavaleta y Aramayona cuenta con un herboso monte con bosques autóctonos, compuestos de robles y hayas, y otros de pinus insignis destinados a la explotación forestal. Su cumbre está dominada por un repetidor de Tv que ha causado que se haya hecho una carretera hasta la misma.

## Mitología
La leyenda cuenta que el nombre de Mondragón proviene de un dragón que habitaba por el lugar, dicen que viene de Mont dragón. El errensugea que atemorizaba a la población de estos valles. Este ser tenía su morada en la cumbre del Murugain, en un castillo. Algunas historias cuentan que el dragón era de siete cabezas y otras que solamente tenía una. Y hay otras que cuentan que le iban creciendo el número de cabezas hasta que al llegar a la séptima de huye a los mares rojos o bermejos, en vasco itsasgorrieta. 
Para evitar el enfado del dragón los habitantes del lugar solían realizarle ofrendas que consistían de chicas jóvenes. Tal era la sangría a la que estaba sometido el pueblo que un vecino decidió subir al castillo de Murugain y acabar con el monstruo. Para ello se armó con una barra de hierro que calentó al rojo vivo y clavó al errensugea.

## Ascensos
La forma más fácil de subir a esta cumbre es por la carretera que llega al repetidor de TV, pero para el disfrute íntegro hay que hacerlo a pie, para ello podemos seguir estas vías.
- ;desde Mondragón.

Se accede al barrio de San Andrés y de allí se sigue hasta el collado de Mandogain y torciendo a al izquierda llegamos al caserío de Naparrena y de allí a la cumbre.
- ; otras rutas:

- Desde Arecahvaleta o Escoriaza alcanzamos el barrio de Gello y subimos por la carretera hasta la cumbre.
- Por el Hospital, antiguo balneario, de Santa Águeda se sube por la vertiente norte siguiendo el camino del caserío de Enusketa.

Tiempos de accesos: 
- Gello (1h).
- Mondragón ( 1h 30 m).
- Suña (50 m).
- Jesalibar (1h).

Fuente (rutas de ascenso): Mendikat